# Criteo
Criteo est une entreprise française de reciblage publicitaire sur internet. Fondée à Paris en 2005, elle est cotée au NASDAQ depuis octobre 2013.

## Fondation de l'entreprise et direction
Criteo est fondée à Paris en 2005 par Jean-Baptiste Rudelle, Franck Le Ouay et Romain Niccoli.
Jean-Baptiste Rudelle, né en 1969, est le président-directeur général de Criteo. Il étudie à Supélec et à l'Imperial College London. Au cours des années 1990, il travaille comme ingénieur, puis comme consultant au sein du cabinet Arthur D. Little, avant de se lancer dans l'entreprenariat. Il fonde la startup K-Mobile, puis la revend,. Franck Le Ouay et Romain Nicolli, respectivement « chief scientist » et directeur de la technologie (CTO), sont ingénieurs informaticiens, issus de l'école des Mines de Paris. Ils ont travaillé aux États-Unis pour le département R&D de Microsoft.
En 2010, Criteo installe son siège social à la Silicon Valley pour développer son activité sur le marché américain.
En 2011, Criteo nomme Greg Coleman à la présidence. Coleman était vice-président des ventes mondiales de Yahoo! et a également travaillé pour The Huffington Post en tant que président et directeur financier,.
En mai 2018 Jean-Baptiste Rudelle revient à la tête de Criteo comme PDG afin de jouer un rôle plus actif pour aider l'entreprise dans sa prochaine étape de croissance. Il annonce le 27 juin 2018 le lancement d'un laboratoire de recherche en intelligence artificielle et son plan pour remettre l'entreprise sur les rails de la croissance.
Le 10 septembre 2019, Criteo a porté plainte contre Facebook devant l'Autorité de la concurrence française, estimant qu'en excluant progressivement des entreprises de sa plateforme, l'entreprise américaine a nui à la diversité du secteur de la publicité en ligne.
Le 25 octobre 2019, Criteo nomme Megan Clarken comme directrice générale de l'entreprise, tandis que Jean-Baptiste Rudelle reste président. L'entreprise explique alors vouloir accélérer sa transformation en plateforme technologique.
En août 2022, Critéo acquiert Iponweb pour un montant de 250 M$, une société britannique fondée par le Russe Boris Mouzykantskii fournissant des solutions publicitaires (adtech). Initialement valorisée à 380 M$, l'acquisition est revue à la baisse après l'entrée en guerre de la Russie en Ukraine et le retrait de gros annonceurs (comme Procter&Gamble) du marché russe. 
Le 15 février 2025 Megan Clarken est remplacée au poste de directrice générale par Michael Komasinski. 

## Produits
Criteo se lance dans la recommandation personnalisée pour les sites de commerce électronique, avant de s'orienter vers le ciblage publicitaire,. L'algorithme mis au point par la société tente de prévoir les intentions d'achat des internautes à partir de leur historique de navigation, ce qui permet d'afficher des publicités ciblées,.
En février 2014, Criteo annonce le rachat pour 21 millions d'euros du spécialiste du reciblage publicitaire par courriel Tedemis.
Le 11 avril 2014, Criteo annonce le rachat de la startup française AdQuantic, spécialisé en marketing sur moteurs de recherche SEM.
En 2017, Criteo lance une « coopérative de données sur les clients » destinée aux enseignes et aux marques. Il s'agit de donner accès à des technologies et un important volume de données aux commerçants. Une version beta est déjà disponible au Royaume-Uni.

## Enquêtes, critiques et sanctions
En 2019, l'association de défense de la vie privée Privacy International dépose une plainte contre sept sociétés liées au secteur du ciblage publicitaire, dont Criteo. Elle cite le non-respect du Règlement général sur la protection des données entré en vigueur en Europe, ainsi que l'opacité de ses pratiques commerciales. Une plainte a également été déposée par NOYB
À la suite de la plainte de l'association, la Commission nationale de l'informatique et des libertés démarre une investigation sur Criteo en mars 2020. Le 15 juin 2023, la CNIL condamne l'entreprise à une amende d’un montant de quarante millions d’euros au regard des manquements constitués aux articles 7, 12, 13, 15, 17 et 26 du RGPD,,.
Criteo est régulièrement visée sur la question du respect de la vie privée et du ciblage. Apple, par exemple, a mis en œuvre certaines mises à jour ne permettant pas à Criteo de capter des données utilisateurs sans le consentement de ceux-ci.

## Implantation et clientèle
Criteo est implantée dans quinze pays, dont les États-Unis. En 2012, un nouveau siège social est inauguré. Il est situé rue Blanche, dans le 9e arrondissement de Paris, ville dans laquelle est déjà situé le centre de R&D de la société.
L'outil de Criteo est utilisé par 2 500 annonceurs. Elle compte parmi ses clients l'entreprise de vente à distance La Redoute, la chaîne de magasins Fnac, PriceMinister, qui exploite un site de vente en ligne, ainsi que le quotidien britannique The Guardian. En 2012, les États-Unis représentent le premier marché de la société.
Les marchés principaux de Criteo sont les États-Unis et le Japon. L'entreprise investit fortement en Chine, en Russie et en Amérique latine.
Criteo est membre du W3C.

## Effectifs et résultats
En 2008, Criteo compte une vingtaine de salariés. En juin 2012, les effectifs s'élèvent à près de 700 employés et la société annonce que les recrutements vont se poursuivre. En 2013, l'entreprise compte 400 ingénieurs parmi ses salariés. En février 2015, les effectifs sont de 1 300 personnes.
Selon Criteo, l'activité est rentable depuis 2010. En 2011, son chiffre d'affaires s'élève à 200 millions d'euros, dont 80 % sont réalisés hors de France. En 2012, le cabinet de conseil Deloitte décerne à Criteo le premier prix du Technology Fast 50, son palmarès des entreprises technologiques établi selon la croissance moyenne de leur chiffre d'affaires sur une période de cinq ans.
Criteo annonce en février 2014 avoir réalisé en 2013 un chiffre d'affaires de 444 millions d'euros pour un bénéfice net de 1,4 million d'euros, contre 0,8 million d'euros en 2012.
En 2014, le chiffre d'affaires atteint 745 millions d'euros et le bénéfice ressort à 35 millions d'euros.
En 2015, la société passe le cap des 10 000 clients celui du milliard d'euros de chiffre d'affaires, atteignant au total 1,193 milliard d'euros sur l'année, soit une augmentation de 60 % par rapport à l'année précédente.
En 2017, Criteo annonce que la fonctionnalité Intelligent Tracking Prevention (ITP) intégrée dans la nouvelle version d'iOS11 l'oblige à revoir à la baisse ses prévisions de croissance. L'ITP interdit l'installation de certains cookies, ce qui empêche les annonceurs de cibler leurs publicités. La mise en place de l'ITP en septembre 2017 a causé un impact financier pour Criteo de millions de dollars américains.

## Investisseurs
Criteo compte parmi ses investisseurs des fonds de capital risque européens, américains et japonais. Depuis 2006, elle a levé environ 50 millions d'euros.
En octobre 2013, Criteo est introduite en bourse. Elle est la première entreprise française à intégrer le NASDAQ depuis InfoVista en Juillet 2000. La société espère lever jusqu'à 200 millions d'euros,.

## Principaux actionnaires
Au 22 mars 2020.
| BPIFrance                          | 8,49% |
| DNB Asset Management               | 7,65% |
| AllianceBernstein                  | 6,03% |
| Okumus Fund Management             | 5,89% |
| Allianz Global Investors           | 5,64% |
| Morgan Stanley & Co. International | 5,63% |
| Deer Management                    | 5,46% |
| International Value Advisers       | 5,03% |
| Greenvale Capital                  | 3,96% |
| Acadian Asset Management           | 3,90% |